# 베어링

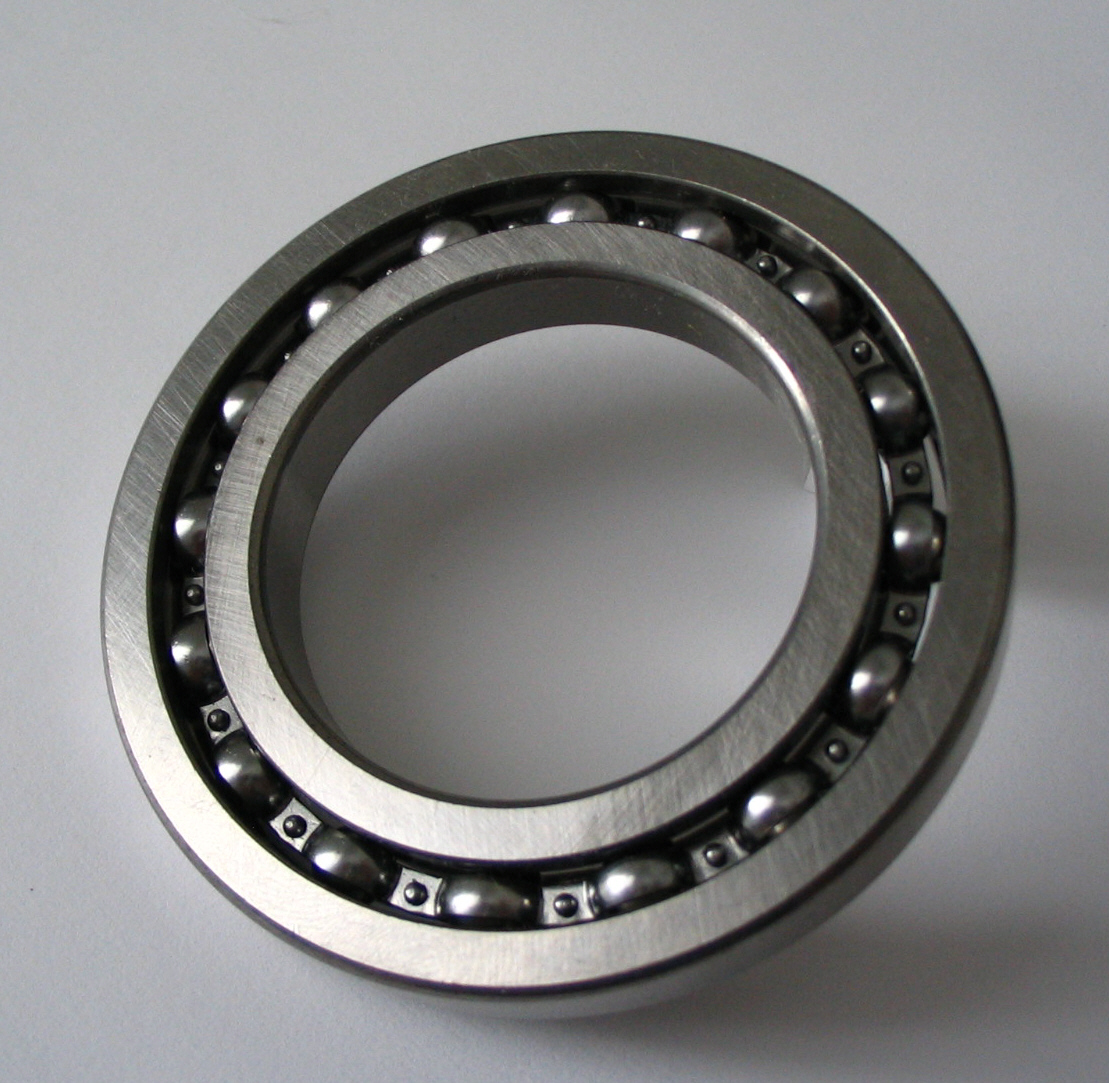
볼 베어링

베어링(bearing, 문화어: 축받치개)은 원하는 움직임에 대한 상대 운동을 제한하고 움직이는 부분사이의 마찰을 줄여주는 기계요소(machine element)의 하나로, 회전이나 왕복 운동을 하는 축을 일정한 위치에서 지지하여 자유롭게 움직이게 하는 기계장치(부품)이다. 예를 들어, 베어링의 설계는 선형 가동부의 움직임과 고정 축을 중심으로 하는 회전을 자유롭게 제공한다. 또는 벡터의 수직력을 제한함으로써 움직임의 부담을 예방한다. 많은 베어링들은 또한 마찰을 최소화 시켜 가능한 많이 원하는 모션을 용이하게 한다. 베어링은 모션이 허락하는 작업의 종류나 적용하는 부분의 하중(힘)의 방향에 따라 크게 분류된다.
간단하게 베어링은 베어링 표면, 형태, 크기, 제어 할 다양한 각도, 부분으로 절단되거나 형성된 요철 면과의 위치이다. 다른 베어링은 기계 또는 기계 부분의 설치 별도의 장치이다. 가장 까다로운 애플리케이션을 위한 가장 섬세한 베어링은 매우 정확한 장비이다. 이와 같은 제조는 현존하는 기술 중 최고의 기술을 요구로 한다.
미끄럼 베어링인 배빗메탈, 구름 베어링인 볼 베어링, 롤러베어링 등이 있다.

## 개요
축을 정확하고 매끄럽게 회전시키기 위해서 사용된다. 마찰에 의한 에너지 손실이나 발열을 줄여, 부품의 손상을 감소시킨다. 수송 기계부터 시작해서 각종 기계에 널리 사용되며, 회전하는 부분이 있는 기계장치에는 반드시 존재한다.
베어링의 종류는 회전운동용, 직선운동용으로 나눌수도 있고, 무한순환운동 방식과 유한순환 운동 방식으로 구분할 수도 있다.
각 운동방식에서의 구름체 종류나 주행축 형상에 따라 더 다양하게 구분할 수 있다.

## 역사
나무 롤러 형태의 롤링 베어링의 발명은 아주 고대에 일어났으며 아마도 바퀴보다 먼저 발명되었을 것이다. 고대 이집트인들이 나무줄기 썰매에서 롤러 베어링을 사용했다는 것이 현대의 추측이다. 그들의 무덤에 평면 베어링으로 구성되어 있는 액체 윤활 주자와 썰매를 이용하여 돌을 이동한 그림을 그려놓았다. 또한 베어링이 핸드 드릴과 함께 사용하고 있는 그림도 존재한다.
레오나르도 다빈치는 약 1500년 전에 헬리콥터에 대한 그의 디자인에 볼 베어링을 통합시켰다. 이것은 항공 주주 설계 베어링의 첫 번째 기록이다. 그러나 아고스티노 라멜리는 롤러 추력 베어링의 스케치를 처음한 사람이다. 볼 및 롤러 베어링의 문제는 볼 또는 롤러가 둘러싸여 짐에 따라 예측 할 수 있는 서로가 원인이 되는 마찰력이 추가적으로 발생한다는 것이다.
캡쳐 또는 갇힌 볼 베어링은 원래 갈릴레오가 17세기에 설명했다.
최초의 실용적인 갇힌 롤러 베어링은 1740년대 중반에 시계학자 존 해리슨에의 H3 해양 타임 키퍼에 의해 발명되었다. 이는 매우 제한된 운동을 위한 베어링이지만 해리슨은 현대에 존재하는 일반 시계의 회전 애플리케이션과 유사한 베어링을 사용하였다.

## 분류

### 구조에 따른 분류

볼 베어링의 동작원리

- 구름베어링(Rolling bearing)
  - 볼베어링(Ball bearing) - 구름 베어링의 일종으로, 슬리브 방식에 비해 높은 내구성(내열성 및 수명)이 장점이나, 비교적 높은 소음이 단점. 내구성이 높고, 높은 회전을 견딜 수 있는 까닭에 중앙처리장치 냉각장치, 하드디스크 모터, 시디롬 모터 등에 채용됨. 볼의 형태에 따라 2볼 베어링등 이름이 다양하다.
  - 롤러베어링(Roller bearing)-구름베어링의 일종으로 볼베어링의 볼이 들어가는 부분에 원통 모양의 롤러가 들어간다.내구성이 좋고 큰 중량도 잘 버티므로 자동차의 휠에 들어간다.
- 플레인베어링(Plain bearing) - 평평하고 넓은 면으로 축을 지지한다. 접촉부분이 면이므로 상대적으로 큰 하중을 지지할 수 있다. 자동차의 크랭크 축에 쓰이게 되는데 이물질에 취약하다.
- 유체베어링(Fluid bearing) - 금속간에 유체가 존재하여 금속간 마찰이 없어 소음이 적고 수명이 길지만 저온에서 정상작동을 보장하기 힘들고, 기름이 유출되면 더 이상 회전이 불가능하고, 중력 현상으로 인한 금속마찰이 있을 수 있다. 회전체의 한 점이 회전중심으로부터 안정적으로 돌 수 있어, 정밀도와 장수명을 요구하는 하드디스크 모터나 저소음을 요구하는 쿨링팬에 쓰인다.
- 자기베어링 (Magnetic bearing) - 자기부상을 이용하는 베어링으로, 이론상으로는 마찰이 전혀 없어야 하나, 실제로는 보조 베어링을 같이 쓰인다. 가장 낮은 소음이 기대되는 방식으로 발전소 등의 대형 모터에서 주로 쓰여 왔으나, 최근에 컴퓨터 케이스 팬에도 이 방식이 쓰인 제품이 출시됨. 10 dB대의 가장 낮은 수준의 소음과 고속 회전이 가능하며, 가장 높은 내구성을 갖추었다고 알려져 있다.
- 슬리브베어링 (Sleeve bearing) - 볼베어링 방식에 비해 낮은 소음이 장점이나, 비교적 낮은 내구성(내열성 및 수명)이 단점이다. 높은 회전속도에서는 고발열로 인해 수명이 급격하게 단축되는 이유로, 일반적으로 그다지 높은 회전 속도와 내구성을 요구하지 않는 케이스 팬으로 채용된다. 노후되면 내부 오일의 열화로 인해 볼베어링 방식보다 큰 소음과 진동을 발생하기도 한다.
- 피복 베어링 - 회전 축의 중심부가 접촉하는 경우가 있다. 반지름 방향이 진동에 따라 중심부에서 윤활유의 회전 방향이 바뀌게 되며, 이에 따라 마찰력의 방향이 바뀌고 회전축이 불안정한 원인이 된다. 또한 중심부의 압력이 아주 높아 윤활유의 온도가 높아져 유막이 염려가 없다.

### 하중 종류에 따른 분류
- 래디얼 베어링(radial bearing) : 지름 방향의 하중을 받는다.
- 스러스트 베어링(thrust bearing) : 축방향의 하중을 받는다.

### 그 외의 특징에 따른 분류
- 무급유(無給油) 베어링
- 정압 베어링
- 함유(含油) 베어링
- 유체동압(流體動壓) 베어링
- 볼부쉬-직선운동

## Weibull 분포
부품의 수명 추정 분석 계산
{\displaystyle \mathrm {R} (\mathrm {L} )=100\exp \left(\ln(0,9)\left({\frac {\mathrm {L} }{\mathrm {L} _{10}}}\right)^{\frac {3}{2}}\right)}
{\displaystyle \mathrm {R} (\mathrm {L} )=100\exp \left[\ln(0,9)\left({\dfrac {{\dfrac {\mathrm {L} }{\mathrm {L} _{10}}}-\alpha }{1-\alpha }}\right)^{3/2}\right]}
또는 α ≃ 0,025<

## 같이 보기
- 마찰학
- 베이불 분포